# Klitîșce, Cerneahiv
Klitîșce (în ucraineană Клітище) este localitatea de reședință a comunei Klitîșce din raionul Cerneahiv, regiunea Jîtomîr, Ucraina.

## Demografie
Componența lingvistică a localității Klitîșce
     Ucraineană (100%)
Conform recensământului din 2001, toată populația localității Klitîșce era vorbitoare de ucraineană (100%).